# Royal Regiment of Malta
Royal Regiment of Malta (pol. Królewski Pułk Maltański) – pułk piechoty w składzie British Army, który istniał od 1804 do 1811. Został utworzony na Malcie, wówczas brytyjskim protektoracie, z zamiarem wysłania go na zamorskie wyprawy. Jednostka powstała na fali sukcesu batalionu Maltese Light Infantry podczas oblężenia Porto Ferrajo w 1801.
Pułk został utworzony 7 grudnia 1804, a 30 marca 1805 pojawił się na Army List. Dowódcą jednostki wojskowej został Major General William Villettes, który był jednocześnie naczelnym dowódcą brytyjskich sił na Malcie. Pułk był dowodzony przez brytyjskich, maltańskich i niemieckich oficerów, w jego skład wchodzili głównie mężczyźni zwolnieni z Maltese Provincial Battalions, a także około 100 Sycylijczyków i niewielka liczba Hiszpanów. Z powodu, że żołnierze w Royal Regiment byli lepiej opłacani, wielu mężczyzn zasilało nowy pułk, rezygnując ze służby w Provincials, co spowodowało ich niedobór w tej jednostce, i doprowadziło w 1806 do zredukowania jej do jednego batalionu.
Około połowy 1805 w pułku było ogólnie 514 oficerów i żołnierzy, liczba ta wzrosła do 758 w połowie 1806. Cywilny Komisarz Malty Alexander Ball był niezadowolony z braku dyscypliny w pułku, i chciał aby wysłano mężczyzn jak najszybciej na Gibraltar lub Sycylię. Royal Regiment of Malta osiągnął swoją najwyższą liczebność 942 mężczyzn w 1807, kiedy składał się z dziesięciu kompanii. W kwietniu 1807 pułk brał udział w otoczeniu fortu Ricasoli podczas buntu pułku Froberga. 
10 listopada 1807 około 950 mężczyzn z pułku dołączyło do sił brytyjskich na Sycylii. We wrześniu 1808 załadowali się oni na statki w porcie Milazzo by wzmocnić garnizon na Capri, zajmując po drodze miasteczko Diamante. Kompanie pułku zostały rozdzielone pomiędzy główne miasto Capri a resztę wyspy. Dwa tygodnie po przybyciu pułku, 4 października 1808, na Capri wylądowały wojska francuskie w sile 6000 żołnierzy. 15 października Francuzi zaatakowali Anacapri i większość mężczyzn z maltańskiego kontyngentu została wtedy schwytana lub zabita. Źródła podają różne liczby żołnierzy zabitych przez Francuzów: od około 75 mężczyzn do ¾ stanu pułku. 120 innych zostało rannych. Około 250 mężczyzn poddało się po wyczerpaniu prochu, zostali oni następnie uwięzieni w Neapolu i Castel Nuovo. Około 270 mężczyznom udało się uniknąć niewoli, powrócili oni na Maltę w 1809. Villettes pozostał dowódcą jednostki do 3 stycznia 1808, kiedy to opuścił Maltę i udał się na Jamajkę, wówczas kolonię brytyjską. Na stanowisku dowódcy został zastąpiony przez gen. Johna Murraya.
W 1810 reszta mężczyzn z Royal Regiment of Malta była skoszarowana w Cottonerze. W marcu 1811 wysłani zostali na Gozo, gdzie pilnowali francuskich więźniów, podczas gdy niewielki ich oddział służył na kanonierce na Sycylii. Pułk został rozwiązany przez Cywilnego Komisarza Malty Hildebranda Oakesa w forcie Tigné 26 kwietnia 1811 roku, a mężczyzn zachęcono do przyłączenia się do innych brytyjskich jednostek wojskowych służących w rejonie Morza Śródziemnego, lub do Maltese Provincial Battalions.